# Artel

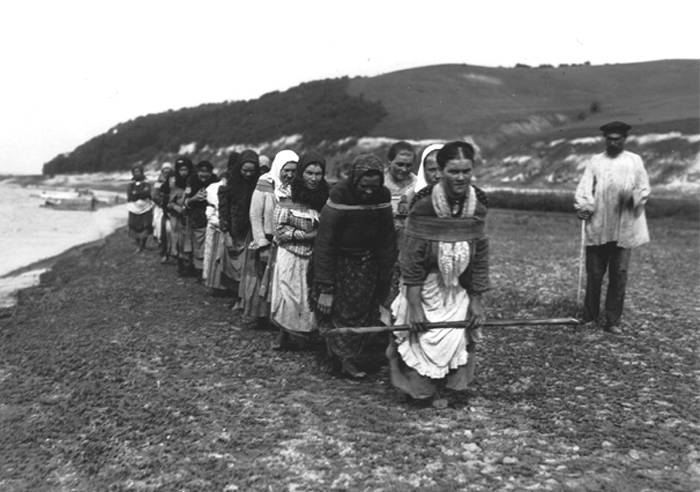
Artel (brygada) burłaczek

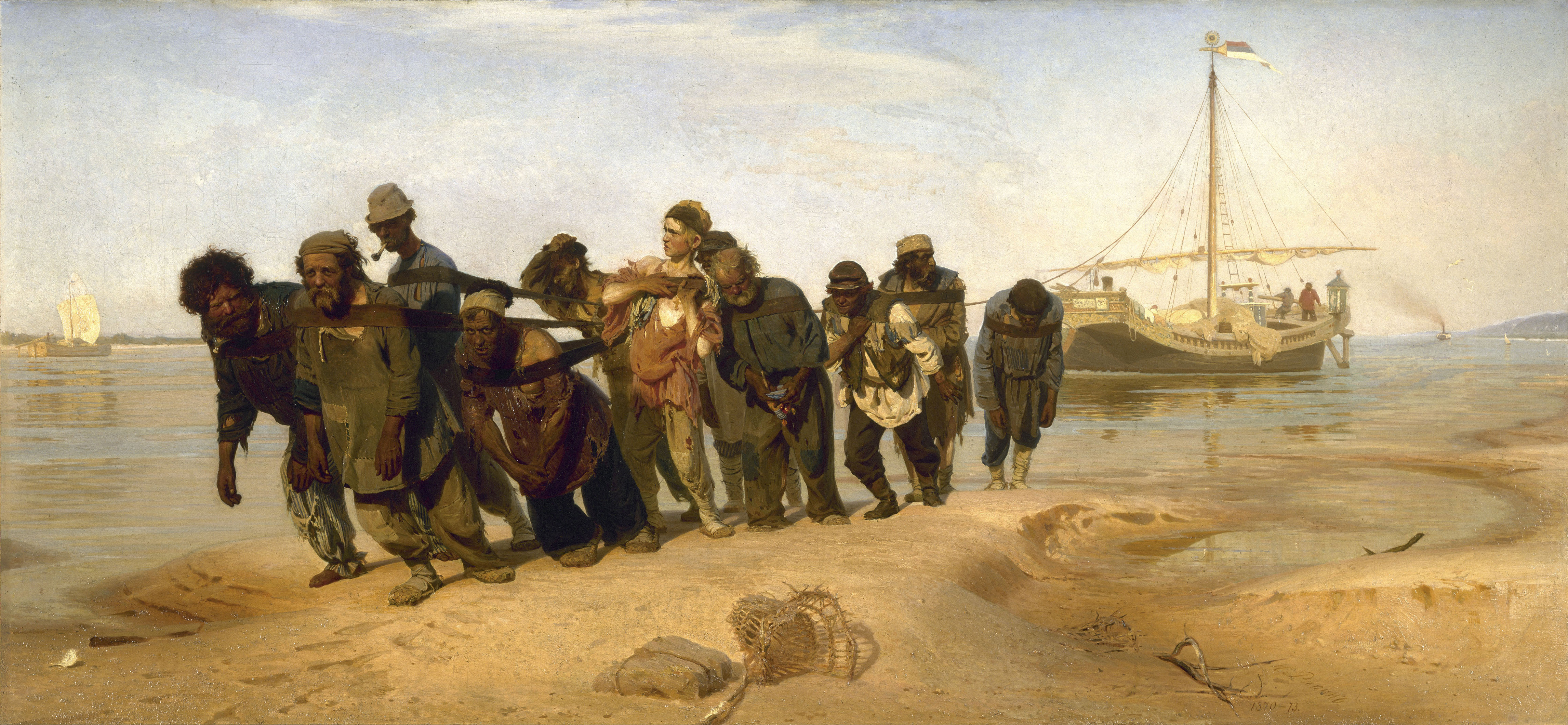
Obraz Ilji Riepina artelu męskiego (1870-1873) nad Wołgą

Artel (ros. артель) – brygada (zespół, grupa) robotników, myśliwych czy rzemieślników.

## Historia
Idea i struktura artelów wywodzi się z carskiej Rosji, występowała też w samoorganizacji grup Kozaków.
W przypadku holowania barek artelem zarządzał „capo” wodoliw (водолив), pod nim „kapitan”, „brygadzista”, diadia (дядя) , grupie burłaków przewodził szycha (шишка) a szereg zamykał kosny (косный).
Następnie w XX wieku  w ZSRR artel oznaczał zrzeszenie drobnotowarowych producentów (spółdzielnia wytwórcza); zagadnienia tej formy zrzeszenia regulował Kodeks ziemski (ros. Земельный кодекс), a także „system brygadowy” uczący współdziałania, pracy zbiorowej w szkole.
Idea artelów istnieje do dziś w krajach byłego ZSRR, w zmienionej, upaństwowionej formie.

## Etymologia
Nie jest jasne pochodzenie tego słowa. Po raz pierwszy zanotował go podróżnik i badacz Richard James w 1610 roku („artel to spółka trzech lub więcej osób”), termin występuje później też w źródłach rosyjskich (szczególnie w dialektach północnych), uralskich i syberyjskich w formach: „artel, artel, artil”.
Według jednej wersji termin pochodzi z wł. artiere „rzemieślnik”, dalej od arte „sztuka, rzemiosło”, więc pokrewny artyście, jednak wykorzystanie tego włoskiego rdzenia w Rosji w XVII wieku jest bardzo mało prawdopodobne.
Kolejna wersja łączy słowo z tatarskim orta („wspólnota”) lub z tureckim „ludzie zapasowi, rezerwa”, ale i to jest wątpliwe, gdyż wczesne zapiski świadczą o pochodzeniu z Pomoru na Rosyjskiej Północy, a nie Uralu, więc te tureckie formy są najwyraźniej wtórne.